# Liste des édifices labellisés « Patrimoine du XXe siècle » des Landes
Cet article recense les édifices protégés au titre du Patrimoine du XXe siècle du département du Landes, en France.

## Présentation
Le label « Patrimoine du XXe siècle » est un ancien label officiel français créé en 1999 par le ministère de la Culture pour être décerné à des réalisations architecturales et urbanistiques appartenant au patrimoine culturel du XXe siècle et considérées comme remarquables.
En 2016, le label est remplacé par le dispositif « Architecture contemporaine remarquable », dont le fonctionnement est sensiblement différent. A ce titre, voir la liste des édifices labellisés « Architecture contemporaine remarquable » des Landes.

## Liste
| Monument                                            | Commune                  | Adresse                       | Coordonnées                        | Notice         | Protection        | Date | Illustration                                        |
| --------------------------------------------------- | ------------------------ | ----------------------------- | ---------------------------------- | -------------- | ----------------- | ---- | --------------------------------------------------- |
| Arènes Jean-Lafittau                                | Amou                     | Place de la Técouère          | 43° 35′ 34″ nord, 0° 44′ 52″ ouest | « PA40000062 » | Inscrit MH (2007) | 2007 | Arènes Jean-Lafittau                                |
| Monument aux morts                                  | Banos                    | Placette du Chanoine-Descorps | 43° 44′ 13″ nord, 0° 37′ 27″ ouest | « PA40000081 » | Inscrit MH (2014) | 2014 | Monument aux morts                                  |
| Arènes Jean de Lahourtique                          | Bascons                  | Rue Ferdinand-Brillaud        | 43° 49′ 17″ nord, 0° 25′ 11″ ouest | « PA40000063 » | Inscrit MH (2007) | 2007 | Arènes Jean de Lahourtique                          |
| Monument aux morts                                  | Bascons                  | Rue du Docteur-Lataste        | 43° 49′ 15″ nord, 0° 25′ 07″ ouest | « PA40000082 » | Inscrit MH (2014) | 2014 | Monument aux morts                                  |
| Ancienne vigie de l'hydrobase des Hourtiquets       | Biscarrosse              | Les Hourdiquets               | 44° 22′ 42″ nord, 1° 12′ 18″ ouest | « PA40000077 » | Inscrit MH (2012) | 2012 | Image manquante Téléverser                          |
| Piscine Tournesol                                   | Biscarrosse              | Avenue Voltaire               | 44° 23′ 35″ nord, 1° 09′ 23″ ouest | « EA40000001 » |                   | 2012 | Image manquante Téléverser                          |
| Église Saint-Jean-Baptiste de Brocas                | Brocas                   |                               | 44° 02′ 39″ nord, 0° 32′ 13″ ouest | « PA40000079 » | Inscrit MH (2013) | 2013 | Église Saint-Jean-Baptiste de Brocas                |
| Monument aux morts                                  | Castets                  | Rue de l'Église               | 43° 52′ 57″ nord, 1° 08′ 41″ ouest | « PA40000083 » | Inscrit MH (2014) | 2014 | Monument aux morts                                  |
| Maison de Jean Rameau                               | Cauneille                | Pourtaou                      | 43° 34′ 04″ nord, 1° 04′ 42″ ouest | « PA40000028 » | Inscrit MH (1999) | 1999 | Image manquante Téléverser                          |
| Pont de la Coudette                                 | Cauneille Sorde-l'Abbaye | La Coudette                   | 43° 32′ 28″ nord, 1° 05′ 17″ ouest | « EA40000005 » |                   | 2007 | Image manquante Téléverser                          |
| Arènes de Dax                                       | Dax                      |                               | 43° 42′ 46″ nord, 1° 03′ 00″ ouest | « PA40000080 » | Inscrit MH (2013) | 2013 | Arènes de Dax                                       |
| Atrium Casino                                       | Dax                      | 14, rue René-Descartes        | 43° 42′ 39″ nord, 1° 03′ 21″ ouest | « PA00083937 » | Inscrit MH (2000) | 2000 | Atrium Casino                                       |
| Château du Sarrat                                   | Dax                      | 12 boulevard du Sarrat        | 43° 42′ 01″ nord, 1° 02′ 58″ ouest | « PA00084025 » | Inscrit MH (1991) | 1991 | Château du Sarrat                                   |
| Hôtel Splendid                                      | Dax                      | 2, cours de Verdun            | 43° 42′ 40″ nord, 1° 03′ 17″ ouest | « PA00084027 » | Inscrit MH (1991) | 1991 | Hôtel Splendid                                      |
| Monument aux morts des anciens instituteurs landais | Dax                      | 8 rue Sainte-Ursule           | 43° 42′ 41″ nord, 1° 03′ 07″ ouest | « PA40000091 » | Inscrit MH (2015) | 2015 | Monument aux morts des anciens instituteurs landais |
| Château de Castéra                                  | Hinx                     |                               | 43° 42′ 24″ nord, 0° 55′ 48″ ouest | « PA40000016 » | Inscrit MH (1997) | 1997 | Image manquante Téléverser                          |
| Monument aux morts                                  | Labenne                  | Rue des Écoles                | 43° 35′ 43″ nord, 1° 25′ 35″ ouest | « PA40000084 » | Inscrit MH (2014) | 2014 | Monument aux morts                                  |
| Monument aux morts                                  | Labrit                   | Place de l'Église             | 44° 06′ 16″ nord, 0° 32′ 37″ ouest | « PA40000085 » | Inscrit MH (2014) | 2014 | Monument aux morts                                  |
| Atelier des produits résineux de Luxey              | Luxey                    | Les Nasses Le Bourg           | 44° 15′ 47″ nord, 0° 31′ 03″ ouest | « PA00084023 » | Inscrit MH (1990) | 1990 | Atelier des produits résineux de Luxey              |
| Monument aux morts                                  | Misson                   | Place de l'Église             | 43° 35′ 15″ nord, 0° 57′ 42″ ouest | « PA40000086 » | Inscrit MH (2014) | 2014 | Image manquante Téléverser                          |
| Arènes du Plumaçon                                  | Mont-de-Marsan           | Place des Arènes              | 43° 52′ 57″ nord, 0° 28′ 33″ ouest | « EA40000002 » |                   | 2007 | Arènes du Plumaçon                                  |
| Chapelle de l'hôpital Layné                         | Mont-de-Marsan           | Boulevard Saint-Médard        | 43° 53′ 39″ nord, 0° 29′ 06″ ouest |                |                   | 2015 | Chapelle de l'hôpital Layné                         |
| Église Saint-Vincent-de-Paul                        | Mont-de-Marsan           |                               | 43° 54′ 05″ nord, 0° 29′ 00″ ouest | « PA40000065 » | Inscrit MH (2007) | 2007 | Église Saint-Vincent-de-Paul                        |
| Complexe municipal                                  | Morcenx                  | 4-7, place Léo-Bouyssou       | 44° 02′ 01″ nord, 0° 54′ 41″ ouest | « EA40000003 » |                   | 2007 | Complexe municipal                                  |
| Foyer municipal                                     | Moustey                  | Place de la Mairie            | 44° 21′ 29″ nord, 0° 45′ 38″ ouest | « EA40000004 » |                   | 2007 | Foyer municipal                                     |
| Monument aux morts                                  | Onesse-et-Laharie        |                               | 44° 03′ 57″ nord, 1° 04′ 13″ ouest | « PA40000059 » | Inscrit MH (2005) | 2005 | Monument aux morts                                  |
| Monument aux morts                                  | Perquie                  | Château de Gaube              | 43° 52′ 37″ nord, 0° 17′ 02″ ouest | « PA40000087 » | Inscrit MH (2014) | 2014 | Image manquante Téléverser                          |
| Monument aux morts                                  | Peyrehorade              | Place Aristide Briand         | 43° 32′ 43″ nord, 1° 06′ 14″ ouest | « PA40000088 » | Inscrit MH (2014) | 2014 | Monument aux morts                                  |
| Arènes des Pins                                     | Roquefort                | Place des Arènes              | 44° 01′ 59″ nord, 0° 19′ 00″ ouest | « PA40000064 » | Inscrit MH (2007) | 2007 | Arènes des Pins                                     |
| Foyer municipal                                     | Roquefort                | Place Gambetta                | 44° 02′ 03″ nord, 0° 19′ 21″ ouest | « EA40000006 » |                   | 2007 | Foyer municipal                                     |
| Villa Saint-Jean                                    | Saint-Martin-de-Seignanx |                               | 43° 30′ 14″ nord, 1° 20′ 12″ ouest | « PA40000066 » | Inscrit MH (2007) | 2007 | Villa Saint-Jean                                    |
| Maison Fargues                                      | Saint-Paul-lès-Dax       | 347, chemin rural de Lacrouts | 43° 44′ 29″ nord, 1° 02′ 38″ ouest | « EA40000007 » |                   | 2007 | Image manquante Téléverser                          |
| Église de la Trinité de Hossegor                    | Soorts-Hossegor          | Allée Louis-Pasteur           | 43° 39′ 37″ nord, 1° 25′ 47″ ouest |                |                   | 2015 | Église de la Trinité de Hossegor                    |
| Sporting Casino                                     | Soorts-Hossegor          | 119, avenue Maurice-Martin    | 43° 39′ 38″ nord, 1° 26′ 06″ ouest | « PA00084028 » | Inscrit MH (1991) | 1991 | Sporting Casino                                     |
| Château d'Uza                                       | Uza                      |                               | 44° 02′ 09″ nord, 1° 12′ 07″ ouest | « PA40000053 » | Inscrit MH (2004) | 2004 | Château d'Uza                                       |
| Monument aux morts                                  | Uza                      | Rue du Lac                    | 44° 02′ 02″ nord, 1° 11′ 52″ ouest | « PA40000089 » | Inscrit MH (2014) | 2014 | Monument aux morts                                  |

### Source
- [PDF] « Édifices ou ensembles labellisés « Patrimoine du XXe siècle » entre 2000 et 2015 », sur culturecommunication.gouv.fr, 24 février 2017

- [PDF] « Édifices ou ensembles labellisés « Patrimoine du XXe siècle » entre 2000 et 2015 - Protection MH », sur culturecommunication.gouv.fr, 10 avril 2018